# Badenhard
Badenhard è un comune di 133 abitanti della Renania-Palatinato, in Germania.
Appartiene al circondario del Reno-Hunsrück (targa SIM) ed è parte della comunità amministrativa (Verbandsgemeinde) di Hunsrück-Mittelrhein.